# Herb obwodu witebskiego

Herb obwodu witebskiego

Herb obwodu witebskiego przedstawia na tarczy francuskiej w polu czerwonym srebrnego rycerza z mieczem w prawej ręce nad głową i  tarczą ze złotym podwójnym krzyżem w lewej ręce. Rycerz dosiada konia o barwie srebrnej w złotym rzędzie z błękitnym obramowaniem.
Tarcza obramowana jest złotymi gałęziami dębowymi z przeplecioną przez nie błękitną wstęgą. Nad tarczą złota corona muralis.
Herb został przyjęty 2 czerwca 2009 roku.
Nawiązuje do herbu guberni witebskiej z 1856 roku, gdzie nad tarczą znajdowała się korona cesarska, a błękitna wstęga symbolizowała wstęgę orderu św. Andrzeja.
W latach 1506-1772 województwo witebskie używało herbu "Pogoń, w złotym rzędzie, w polu czerwonym".